# 大分県道542号熊毛港線
大分県道542号熊毛港線（おおいたけんどう542ごう くまげこうせん）は、大分県国東市を通る一般県道である。

## 概要
国東市国見町において、漁港である熊毛港（国東港熊毛地区）から国道213号に至る。
本来は現在の小熊毛バス停のある交差点を起点とし、リアス式海岸特有の、崖の下を走る狭い道であったが、昭和50年代より、まず海沿いの区間を埋め立てにより2車線化し、さらに平成に入ってから国道側の起点をずらして住宅地をバイパスすることで、2 kmに満たない路線であるが全線2車線化された。
なお、昭和50年代まで、途中に「港線隧道」と呼ばれる全長34 mの小さなトンネル（隧道）があったが、現在はバイパス化により封鎖されている。

### 路線データ
- 起点：大分県国東市国見町小熊毛（熊毛港）
- 終点：大分県国東市国見町小熊毛（国道213号交点）
- 総延長：約2 km

## 地理

### 通過する自治体
- 国東市

### 交差する道路
| 交差する道路 | 交差する場所 | 交差する場所 |
| ------------ | ------------ | ------------ |
| 国道213号    | 国見町小熊毛 | 終点         |

### 沿線
- 熊毛港（国東港熊毛地区）